# Patricia G. Gensel
Patricia Gabbey Gensel (1944) es una botánica, geobotánica, paleobotánica, curadora, y profesora estadounidense.

## Biografía
En 1972, obtuvo el Ph.D. por la Universidad de Connecticut. Desarrolla actividades académicas en el Dto. de biología de la Universidad de Carolina del Norte en Chapel Hill.

## Algunas publicaciones
- patricia g. Gensel. 2008. The Earliest Land Plants. Annual Review of Ecology, Evolution, and Systematics 39: 459-477

- -----------------------. 2006. A Pertica-like euphyllophyte revisited, pp. 45-46. En 7th European Paleobotany & Palynology Conference, Program and Abstracts. Praga: National Museum. xxviii, 170 pp.

- -----------------------, anne Raymond, william e. Stein. 2006. Phytogeography of Late Silurian macrofloras. Review of Palaeobotany and Palynology 142: 165-192

- -----------------------, victoria m. Albright. 2006. Leclercqia complexa from the Early Devonian (Emsian) of northern New Brunswick, Canada. Review of Palaeobotany and Palynology 142: 103-121

- -----------------------, andrew e. Kasper, jr. 2005. A new species of the Devonian lycopod genus, Leclercqia, from the Emsian of New Brunswick, Canada. Review of Palaeobotany and Palynology 137: 105-123

- -----------------------, pierre-andré Bourque, sylvain Desbiens. 2005. Silurian-Devonian Biota and Paleoenvironments of Gaspé Peninsula and Northern New Brunswick. NAPC [Field Trip], Halifax, Nova Scotia. 143 pp.

- -----------------------. 2001. Early Lycophyte Evolution. American Fern Journal 91 (3): 74-98 (The Evolution and Diversification of the Lycopods)

### Libros
- pierre-andré Bourque, sylvain Desbiens, patricia g. Gensel. 2005. Silurian-Devonian Biota and Paleoenvironments of Gaspé Peninsula and Northern New Brunswick. Ed. North American Paleontological Convention, 143 pp.

- winfried Remy, patricia g. Gensel, hagen Hass. 1993. The Gametophyte generation of some early Devonian land plants. 24 pp.

- patricia g. Gensel, h.n. Andrews. 1969. Kaulangiophyton: A New Genus of Plants from the Devonian of Maine. Ed. University of Connecticut, 52 pp.

#### Capítulos de libros
- patricia g. Gensel. 2013. Plants Invade the Land: Evolutionary and Environmental Perspectives, p. 117. Eds. Patricia Gensel & Dianne Edwards. New York: Columbia University Press

- -----------------------. 2001. Plants Invade the Land: Evolutionary and Environmental Perspectives. Cap. 1: 1-3 & 103-120. Eds. Patricia Gensel & Dianne Edwards. 304 pp. New York: Columbia University Press ISBN 0231111606, ISBN 9780231111607

- -----------------------. 1999. "Bryophytes", en Singer, Ronald. Encyclopedia of Paleontology. Fitzroy Dearborn. pp. 197-204. ISBN 1-884964-96-6

- -----------------------. 1992. Phylogenetic Relationships of the Zosterophylls and Lycopsids: Evidence from Morphology, Paleoecology, and Cladistic Methods of Inference, en: Annals of the Missouri Botanical Garden 79: 450 - 473

#### Coeditora
- 1984. Plant Life In The Devonian. Eds. Patricia G. Gensel & Henry N Andrews (1910-2002) xi + 380 pp. Praeger ISBN 0030620023, 9780030620027

## Honores

### Membresías
- Sociedad Botánica de América, y su Pta. periodo 1999-2000[5]
- La abreviatura «Gensel» se emplea para indicar a Patricia G. Gensel como autoridad en la descripción y clasificación científica de los vegetales.[6]

- Portal:Botánica. Contenido relacionado con Botánica.
- Portal:Biología. Contenido relacionado con Taxonomía.